# M̭
La M con acento circunflejo suscrito (Mayúscula: M̭ minúscula: m̭), es un grafema usado en ortografía juǀ’hoansi de 1975 como una carta por derecho propio. Esta es la letra M diacrítica con una acento circunflejo suscrito.

## Uso
En la ortografía juǀ'hoansi de 1975, 'm̭' se utiliza para representar la consonante /m̰/.

## Codificación
La M con acento circunflejo suscrito se puede representar con los siguientes caracteres Unicode:
| formas    | representación | Puntos de código | descripción                                              |
| --------- | -------------- | ---------------- | -------------------------------------------------------- |
| Mayúscula | M̭              | U+004D U+032D    | Letra mayúscula latina m con acento circunflejo suscrito |
| minúscula | m̭              | U+006D U+032D    | Letra minúscula latina m con acento circunflejo suscrito |